# Coppa Libertadores 2020
La Coppa Libertadores 2020 è stata la 61ª edizione della Coppa Libertadores d'America, il più importante torneo di calcio del Sud America organizzato dal CONMEBOL. Al torneo hanno partecipato 47 squadre provenienti da 10 paesi latinoamericani: Argentina, Bolivia, Brasile, Cile, Colombia, Ecuador, Paraguay, Perù, Uruguay e Venezuela. Il torneo è iniziato il 21 gennaio 2020 e la finale ha avuto luogo il 30 gennaio 2021 allo Stadio Maracanã di Rio de Janeiro.
Il trofeo è stato vinto dal Palmeiras, al secondo successo nella competizione che ha sconfitto in finale i connazionali del Santos. La squadra vincitrice ha ottenuto il diritto a disputare la Coppa del mondo per club FIFA 2020 e la Recopa Sudamericana 2021 (quest'ultima contro la vincente della Coppa Sudamericana 2020).
Il Flamengo era campione in carica, dopo aver vinto per la seconda volta la competizione nella precedente edizione.
Il torneo è stato sospeso nel mese di marzo a causa della pandemia di COVID-19 ed è ripreso il 15 settembre, terminando poi il 30 gennaio 2021.

## Squadre
Al torneo partecipano 47 squadre di 10 federazioni (i 10 membri della CONMEBOL), i cui criteri di qualificazione sono determinati dalle singole federazioni nazionali.
| Nazione               | Squadra                                      | Turno di ingresso | Qualificazione                                                                                            |
| --------------------- | -------------------------------------------- | ----------------- | --- |
| Argentina (6 squadre) | Racing Club (ARG 1)                          | Fase a gruppi     | Vincitore della Primera División 2018-2019                                                                |
| Argentina (6 squadre) | Defensa y Justicia (ARG 2)                   | Fase a gruppi     | 2ª classificata della Primera División 2018-2019                                                          |
| Argentina (6 squadre) | River Plate (ARG 3)                          | Fase a gruppi     | Vincitore della Coppa Argentina 2018-2019                                                                 |
| Argentina (6 squadre) | Tigre (ARG 4)                                | Fase a gruppi     | Vincitore della Copa de la Superliga 2019                                                                 |
| Argentina (6 squadre) | Boca Juniors (ARG 5)                         | Fase a gruppi     | 3ª classificata della Primera División 2018-2019                                                          |
| Argentina (6 squadre) | Atl. Tucumán (ARG 6)                         | Seconda fase      | 5ª classificata della Primera División 2018-2019                                                          |
| Bolivia (4 squadre)   | Bolívar (BOL 1)                              | Fase a gironi     | Vincitore Apertura 2019                                                                                   |
| Bolivia (4 squadre)   | Wilstermann (BOL 2)                          | Fase a gironi     | Vincitore Clausura 2019                                                                                   |
| Bolivia (4 squadre)   | The Strongest (BOL 3)                        | Seconda fase      | Miglior squadra non qualificata nella classifica unita della Liga de Fútbol Profesional Boliviano 2019    |
| Bolivia (4 squadre)   | San José (BOL 4)                             | Prima fase        | 2ª miglior squadra non qualificata nella classifica unita della Liga de Fútbol Profesional Boliviano 2019 |
| Brasile (7+1 squadre) | Flamengo (Coppa Libertadores)                | Fase a gruppi     | Vincitore Coppa Libertadores 2019 e del Campeonato Brasileiro Série A 2019                                |
| Brasile (7+1 squadre) | Athl. Paranaense (BRA 1)                     | Fase a gruppi     | Vincitore della Coppa del Brasile 2019                                                                    |
| Brasile (7+1 squadre) | Santos (BRA 2)                               | Fase a gruppi     | 2ª classificata nel Campeonato Brasileiro Série A 2019                                                    |
| Brasile (7+1 squadre) | Palmeiras (BRA 3)                            | Fase a gruppi     | 3ª classificata nel Campeonato Brasileiro Série A 2019                                                    |
| Brasile (7+1 squadre) | Grêmio (BRA 4)                               | Fase a gruppi     | 4ª classificata nel Campeonato Brasileiro Série A 2019                                                    |
| Brasile (7+1 squadre) | San Paolo (BRA 5)                            | Fase a gruppi     | 6ª classificata nel Campeonato Brasileiro Série A 2019                                                    |
| Brasile (7+1 squadre) | Internacional (BRA 6)                        | Seconda fase      | 7ª classificata nel Campeonato Brasileiro Série A 2019                                                    |
| Brasile (7+1 squadre) | Corinthians (BRA 7)                          | Seconda fase      | 8ª classificata nel Campeonato Brasileiro Série A 2019                                                    |
| Cile (4 squadre)      | Universidad Católica (CIL 1)                 | Fase a gruppi     | Vincitore della Primera División 2019                                                                     |
| Cile (4 squadre)      | Colo-Colo (CIL 2)                            | Fase a gruppi     | 2ª classificata della Primera División 2019                                                               |
| Cile (4 squadre)      | Palestino (CIL 3)                            | Seconda fase      | 3ª classificata della Primera División 2019                                                               |
| Cile (4 squadre)      | Universidad de Chile (CIL 4)                 | Seconda fase      | Finalista della Coppa del Cile 2019                                                                       |
| Colombia (4 squadre)  | Atlético Junior (COL 1)                      | Fase a gruppi     | Vincitore dell'Apertura 2019                                                                              |
| Colombia (4 squadre)  | América de Cali (COL 2)                      | Fase a gruppi     | Vincitore della Finalización 2019                                                                         |
| Colombia (4 squadre)  | Deportes Tolima (COL 3)                      | Seconda fase      | Miglior squadra non qualificata nella classifica unita della Primera A 2019                               |
| Colombia (4 squadre)  | Independiente Medellín (COL 4)               | Seconda fase      | Vincitore della Coppa della Colombia 2019                                                                 |
| Ecuador (4+1 squadre) | Independiente del Valle (Coppa Sudamericana) | Fase a gruppi     | Vincitore della Coppa Sudamericana 2019                                                                   |
| Ecuador (4+1 squadre) | Delfín (ECU 1)                               | Fase a gruppi     | Vincitore della Primera Categoría Serie A 2019                                                            |
| Ecuador (4+1 squadre) | LDU Quito (ECU 2)                            | Fase a gruppi     | 2ª classificata della Primera Categoría Serie A 2019                                                      |
| Ecuador (4+1 squadre) | Macará (ECU 3)                               | Seconda fase      | Miglior squadra non qualificata nella classifica unita della Primera Categoría Serie A 2019               |
| Ecuador (4+1 squadre) | Barcelona SC (ECU 4)                         | Prima fase        | 2ª miglior squadra non qualificata nella classifica unita della Primera Categoría Serie A 2019            |
| Paraguay (4 squadre)  | Olimpia (PAR 1)                              | Fase a gruppi     | Vincitore dell'Apertura e Clausura 2019                                                                   |
| Paraguay (4 squadre)  | Libertad (PAR 2)                             | Fase a gruppi     | Miglior squadra non qualificata nella classifica unita della División Profesional 2019                    |
| Paraguay (4 squadre)  | Cerro Porteño (PAR 3)                        | Seconda fase      | 2ª miglior squadra non qualificata nella classifica unita della División Profesional 2019                 |
| Paraguay (4 squadre)  | Guaraní (PAR 4)                              | Prima fase        | 3ª miglior squadra non qualificata nella classifica unita della División Profesional 2019                 |
| Perù (4 squadre)      | Dep. Binacional (PER 1)                      | Fase a gruppi     | Vincitore della Liga 1 2019                                                                               |
| Perù (4 squadre)      | Alianza Lima (PER 2)                         | Fase a gruppi     | 2ª classificata della Liga 1 2019                                                                         |
| Perù (4 squadre)      | Sporting Cristal (PER 3)                     | Seconda fase      | 3ª classificata della Liga 1 2019                                                                         |
| Perù (4 squadre)      | Universitario (PER 4)                        | Prima fase        | Miglior squadra non qualificata nella classifica unita della Liga 1 2019 tra le non già qualificate       |
| Uruguay (4 squadre)   | Nacional (URU 1)                             | Fase a gruppi     | Vincitore della Primera División 2019                                                                     |
| Uruguay (4 squadre)   | Peñarol (URU 2)                              | Fase a gruppi     | 2ª classificata nella Primera División 2019                                                               |
| Uruguay (4 squadre)   | Cerro Largo (URU 3)                          | Seconda fase      | Miglior squadra non qualificata nella classifica unita della Primera División 2019                        |
| Uruguay (4 squadre)   | Progreso (URU 4)                             | Prima fase        | 2ª miglior squadra non qualificata nella classifica unita della Primera División 2019                     |
| Venezuela (4 squadre) | Caracas (VEN 1)                              | Fase a gruppi     | Vincitore della Primera División 2019                                                                     |
| Venezuela (4 squadre) | Est. Mérida (VEN 2)                          | Fase a gruppi     | 2ª classificata della Primera División 2019                                                               |
| Venezuela (4 squadre) | Deportivo Táchira (VEN 3)                    | Seconda fase      | Miglior squadra non qualificata nella classifica unita della Primera División 2019                        |
| Venezuela (4 squadre) | Carabobo (VEN 4)                             | Prima fase        | 2ª miglior squadra non qualificata nella classifica unita della Primera División 2019                     |

## Prima fase
Alla prima fase partecipano squadre provenienti da Bolivia, Ecuador, Paraguay, Perù, Uruguay e Venezuela. Tramite sorteggio si sono determinate le tre sfide a eliminazione diretta, le cui vincenti hanno avuto il diritto di accedere alla seconda fase.
| Squadra 1 | Totale | Squadra 2     | Andata | Ritorno |
| --------- | ------ | ------------- | ------ | ------- |
| San José  | 0 - 5  | Guaraní       | 0 - 1  | 0 - 4   |
| Carabobo  | 1 - 2  | Universitario | 1 - 1  | 0 - 1   |
| Progreso  | 1 - 5  | Barcelona SC  | 0 - 2  | 1 - 3   |

## Seconda fase
Alla seconda fase partecipano 16 squadre: le 3 vincenti della prima fase e altre 13 squadre provenienti da ogni federazione (2 da Brasile, Cile e Colombia e 1 dalle altre federazioni). Il sorteggio ha determinato gli accoppiamenti in sfide di andata e ritorno. Le 8 squadre vincenti accederanno alla terza fase.
| Squadra 1              | Totale          | Squadra 2         | Andata | Ritorno |
| ---------------------- | --------------- | ----------------- | ------ | ------- |
| Universitario          | 1 - 2           | Cerro Porteño     | 1 - 1  | 0 - 1   |
| Cerro Largo            | 2 - 6           | Palestino         | 1 - 1  | 1 - 5   |
| Independiente Medellín | 4 - 2           | Deportivo Táchira | 4 - 0  | 0 - 2   |
| Macará                 | 0 - 2           | Deportes Tolima   | 0 - 1  | 0 - 1   |
| Universidad de Chile   | 0 - 2           | Internacional     | 0 - 0  | 0 - 2   |
| The Strongest          | 2 - 2 (5-6 dtr) | Atl. Tucumán      | 2 - 0  | 0 - 2   |
| Guaraní                | 2 - 2 (gfc)     | Corinthians       | 1 - 0  | 1 - 2   |
| Barcelona SC           | 5 - 2           | Sporting Cristal  | 4 - 0  | 1 - 2   |

## Terza fase
Alla terza fase partecipano le 8 squadre vincenti della fase precedente, con la possibilità di incroci tra squadre della stessa federazione. Le 4 squadre vincenti avranno il diritto di accedere alla fase a gruppi, mentre le due migliori classificate tra le squadre eliminate accedono al secondo turno della Coppa Sudamericana 2020.
| Squadra 1              | Totale          | Squadra 2     | Andata | Ritorno |
| ---------------------- | --------------- | ------------- | ------ | ------- |
| Barcelona SC           | 5 - 0           | Cerro Porteño | 1 - 0  | 4 - 0   |
| Palestino              | 1 - 3           | Guaraní       | 0 - 1  | 1 - 2   |
| Independiente Medellín | 1 - 1 (4-2 dtr) | Atl. Tucumán  | 1 - 0  | 0 - 1   |
| Deportes Tolima        | 0 - 1           | Internacional | 0 - 0  | 0 - 1   |

 Atl. Tucumán e  Deportes Tolima accedono al secondo turno della Coppa Sudamericana 2020.

## Fase a gruppi
Le 32 squadre partecipanti si dividono in 8 gruppi, ognuno composto da 4 squadre. Ogni squadra gioca con le altre 3 squadre del proprio girone con partite di andata e ritorno. La prima e la seconda classificata di ogni girone accederanno agli ottavi di finale, mentre la terza classificata avrà il diritto di accedere alla Coppa Sudamericana 2020.

### Gruppo A

#### Classifica
| Pos. | Squadra                 | P  | G | V | N | P | GF | GS | DR |
| ---- | ----------------------- | -- | - | - | - | - | -- | -- | -- |
| 1.   | Flamengo                | 15 | 6 | 5 | 0 | 1 | 14 | 8  | +6 |
| 2.   | Independiente del Valle | 12 | 6 | 4 | 0 | 2 | 14 | 8  | +6 |
| 3.   | Atlético Junior         | 6  | 6 | 2 | 0 | 4 | 8  | 12 | -4 |
| 4.   | Barcelona SC            | 3  | 6 | 1 | 0 | 5 | 4  | 12 | -8 |

#### Risultati
| Squadra 1               | Risultato   | Squadra 2               |
| 1ª giornata             | 1ª giornata | 1ª giornata             |
| ----------------------- | ----------- | ----------------------- |
| Barcelona SC            | 0 - 3       | Independiente del Valle |
| Atlético Junior         | 1 - 2       | Flamengo                |
| 2ª giornata             |             |                         |
| Independiente del Valle | 3 - 0       | Atlético Junior         |
| Flamengo                | 3 - 0       | Barcelona SC            |
| 3ª giornata             |             |                         |
| Independiente del Valle | 5 - 0       | Flamengo                |
| Barcelona SC            | 1 - 2       | Atlético Junior         |
| 4ª giornata             |             |                         |
| Barcelona SC            | 1 - 2       | Flamengo                |
| Atlético Junior         | 4 - 1       | Independiente del Valle |
| 5ª giornata             |             |                         |
| Flamengo                | 4 - 0       | Independiente del Valle |
| Atlético Junior         | 0 - 2       | Barcelona SC            |
| 6ª giornata             |             |                         |
| Flamengo                | 3 - 1       | Atlético Junior         |
| Independiente del Valle | 2 - 0       | Barcelona SC            |

### Gruppo B

#### Classifica
| Pos. | Squadra   | P  | G | V | N | P | GF | GS | DR  |
| ---- | --------- | -- | - | - | - | - | -- | -- | --- |
| 1.   | Palmeiras | 16 | 6 | 5 | 1 | 0 | 17 | 2  | +15 |
| 2.   | Guaraní   | 13 | 6 | 4 | 1 | 1 | 13 | 7  | +6  |
| 3.   | Bolívar   | 4  | 6 | 1 | 1 | 4 | 6  | 13 | -7  |
| 4.   | Tigre     | 1  | 6 | 0 | 1 | 5 | 3  | 17 | -14 |

#### Risultati
| Squadra 1   | Risultato   | Squadra 2   |
| 1ª giornata | 1ª giornata | 1ª giornata |
| ----------- | ----------- | ----------- |
| Tigre       | 0 - 2       | Palmeiras   |
| Guaraní     | 2 - 0       | Bolívar     |
| 2ª giornata |             |             |
| Bolívar     | 2 - 0       | Tigre       |
| Palmeiras   | 3 - 1       | Guaraní     |
| 3ª giornata |             |             |
| Bolívar     | 1 - 2       | Palmeiras   |
| Guaraní     | 4 - 1       | Tigre       |
| 4ª giornata |             |             |
| Tigre       | 1 - 1       | Bolívar     |
| Guaraní     | 0 - 0       | Palmeiras   |
| 5ª giornata |             |             |
| Palmeiras   | 5 - 0       | Bolívar     |
| Tigre       | 1 - 3       | Guaraní     |
| 6ª giornata |             |             |
| Palmeiras   | 5 - 0       | Tigre       |
| Bolívar     | 2 - 3       | Guaraní     |

### Gruppo C

#### Classifica
| Pos. | Squadra          | P  | G | V | N | P | GF | GS | DR |
| ---- | ---------------- | -- | - | - | - | - | -- | -- | -- |
| 1.   | Wilstermann      | 10 | 6 | 3 | 1 | 2 | 8  | 5  | +3 |
| 2.   | Athl. Paranaense | 10 | 6 | 3 | 1 | 2 | 8  | 6  | +2 |
| 3.   | Peñarol          | 9  | 6 | 3 | 0 | 3 | 9  | 8  | +1 |
| 4.   | Colo-Colo        | 6  | 6 | 2 | 0 | 4 | 3  | 9  | -6 |

#### Risultati
| Squadra 1        | Risultato   | Squadra 2        |
| 1ª giornata      | 1ª giornata | 1ª giornata      |
| ---------------- | ----------- | ---------------- |
| Athl. Paranaense | 1 - 0       | Peñarol          |
| Wilstermann      | 2 - 0       | Colo-Colo        |
| 2ª giornata      |             |                  |
| Colo-Colo        | 1 - 0       | Athl. Paranaense |
| Peñarol          | 1 - 0       | Wilstermann      |
| 3ª giornata      |             |                  |
| Colo-Colo        | 2 - 1       | Peñarol          |
| Wilstermann      | 2 - 3       | Athl. Paranaense |
| 4ª giornata      |             |                  |
| Athl. Paranaense | 2 - 0       | Colo-Colo        |
| Wilstermann      | 3 - 1       | Peñarol          |
| 5ª giornata      |             |                  |
| Peñarol          | 3 - 0       | Colo-Colo        |
| Athl. Paranaense | 0 - 0       | Wilstermann      |
| 6ª giornata      |             |                  |
| Peñarol          | 3 - 2       | Athl. Paranaense |
| Colo-Colo        | 0 - 1       | Wilstermann      |

### Gruppo D

#### Classifica
| Pos. | Squadra         | P  | G | V | N | P | GF | GS | DR  |
| ---- | --------------- | -- | - | - | - | - | -- | -- | --- |
| 1.   | River Plate     | 13 | 6 | 4 | 1 | 1 | 21 | 6  | +15 |
| 2.   | LDU Quito       | 12 | 6 | 4 | 0 | 2 | 12 | 8  | +4  |
| 3.   | San Paolo       | 7  | 6 | 2 | 1 | 3 | 14 | 11 | +3  |
| 4.   | Dep. Binacional | 3  | 6 | 1 | 0 | 5 | 3  | 25 | -22 |

#### Risultati
| Squadra 1       | Risultato   | Squadra 2       |
| 1ª giornata     | 1ª giornata | 1ª giornata     |
| --------------- | ----------- | --------------- |
| LDU Quito       | 3 - 0       | River Plate     |
| Dep. Binacional | 2 - 1       | San Paolo       |
| 2ª giornata     |             |                 |
| River Plate     | 8 - 0       | Dep. Binacional |
| San Paolo       | 3 - 0       | LDU Quito       |
| 3ª giornata     |             |                 |
| Dep. Binacional | 0 - 1       | LDU Quito       |
| San Paolo       | 2 - 2       | River Plate     |
| 4ª giornata     |             |                 |
| LDU Quito       | 4 - 2       | San Paolo       |
| Dep. Binacional | 0 - 6       | River Plate     |
| 5ª giornata     |             |                 |
| LDU Quito       | 4 - 0       | Dep. Binacional |
| River Plate     | 2 - 1       | San Paolo       |
| 6ª giornata     |             |                 |
| River Plate     | 3 - 0       | LDU Quito       |
| San Paolo       | 5 - 1       | Dep. Binacional |

### Gruppo E

#### Classifica
| Pos. | Squadra              | P  | G | V | N | P | GF | GS | DR |
| ---- | -------------------- | -- | - | - | - | - | -- | -- | -- |
| 1.   | Grêmio               | 11 | 6 | 3 | 2 | 1 | 6  | 3  | +3 |
| 2.   | Internacional        | 8  | 6 | 2 | 2 | 2 | 8  | 6  | +2 |
| 3.   | Universidad Católica | 7  | 6 | 2 | 1 | 3 | 6  | 9  | -3 |
| 4.   | América de Cali      | 6  | 6 | 1 | 3 | 2 | 7  | 9  | -2 |

#### Risultati
| Squadra 1            | Risultato   | Squadra 2            |
| 1ª giornata          | 1ª giornata | 1ª giornata          |
| -------------------- | ----------- | -------------------- |
| Internacional        | 3 - 0       | Universidad Católica |
| América de Cali      | 0 - 2       | Grêmio               |
| 2ª giornata          |             |                      |
| Universidad Católica | 1 - 2       | América de Cali      |
| Grêmio               | 0 - 0       | Internacional        |
| 3ª giornata          |             |                      |
| Internacional        | 4 - 3       | América de Cali      |
| Universidad Católica | 2 - 0       | Grêmio               |
| 4ª giornata          |             |                      |
| América de Cali      | 1 - 1       | Universidad Católica |
| Internacional        | 0 - 1       | Grêmio               |
| 5ª giornata          |             |                      |
| Grêmio               | 2 - 0       | Universidad Católica |
| América de Cali      | 0 - 0       | Internacional        |
| 6ª giornata          |             |                      |
| Grêmio               | 1 - 1       | América de Cali      |
| Universidad Católica | 2 - 1       | Internacional        |

### Gruppo F

#### Classifica
| Pos. | Squadra      | P  | G | V | N | P | GF | GS | DR |
| ---- | ------------ | -- | - | - | - | - | -- | -- | -- |
| 1.   | Nacional     | 15 | 6 | 5 | 0 | 1 | 9  | 3  | +6 |
| 2.   | Racing Club  | 15 | 6 | 5 | 0 | 1 | 9  | 4  | +5 |
| 3.   | Est. Mérida  | 4  | 6 | 1 | 1 | 4 | 8  | 12 | -4 |
| 4.   | Alianza Lima | 1  | 6 | 0 | 1 | 5 | 4  | 11 | -7 |

#### Risultati
| Squadra 1    | Risultato   | Squadra 2    |
| 1ª giornata  | 1ª giornata | 1ª giornata  |
| ------------ | ----------- | ------------ |
| Est. Mérida  | 1 - 2       | Racing Club  |
| Alianza Lima | 0 - 1       | Nacional     |
| 2ª giornata  |             |              |
| Nacional     | 1 - 0       | Est. Mérida  |
| Racing Club  | 1 - 0       | Alianza Lima |
| 3ª giornata  |             |              |
| Est. Mérida  | 3 - 2       | Alianza Lima |
| Racing Club  | 0 - 1       | Nacional     |
| 4ª giornata  |             |              |
| Est. Mérida  | 1 - 3       | Nacional     |
| Alianza Lima | 0 - 2       | Racing Club  |
| 5ª giornata  |             |              |
| Nacional     | 1 - 2       | Racing Club  |
| Alianza Lima | 2 - 2       | Est. Mérida  |
| 6ª giornata  |             |              |
| Nacional     | 2 - 0       | Alianza Lima |
| Racing Club  | 2 - 1       | Est. Mérida  |

### Gruppo G

#### Classifica
| Pos. | Squadra            | P  | G | V | N | P | GF | GS | DR |
| ---- | ------------------ | -- | - | - | - | - | -- | -- | -- |
| 1.   | Santos             | 16 | 6 | 5 | 1 | 0 | 10 | 5  | +5 |
| 2.   | Delfín             | 7  | 6 | 2 | 1 | 3 | 6  | 7  | -1 |
| 3.   | Defensa y Justicia | 6  | 6 | 2 | 0 | 4 | 8  | 10 | -2 |
| 4.   | Olimpia            | 5  | 6 | 1 | 2 | 3 | 6  | 8  | -2 |

#### Risultati
| Squadra 1          | Risultato   | Squadra 2          |
| 1ª giornata        | 1ª giornata | 1ª giornata        |
| ------------------ | ----------- | ------------------ |
| Defensa y Justicia | 1 - 2       | Santos             |
| Delfín             | 1 - 1       | Olimpia            |
| 2ª giornata        |             |                    |
| Santos             | 1 - 0       | Delfín             |
| Olimpia            | 2 - 1       | Defensa y Justicia |
| 3ª giornata        |             |                    |
| Santos             | 0 - 0       | Olimpia            |
| Defensa y Justicia | 3 - 0       | Delfín             |
| 4ª giornata        |             |                    |
| Defensa y Justicia | 2 - 1       | Olimpia            |
| Delfín             | 1 - 2       | Santos             |
| 5ª giornata        |             |                    |
| Olimpia            | 2 - 3       | Santos             |
| Delfín             | 3 - 0       | Defensa y Justicia |
| 6ª giornata        |             |                    |
| Olimpia            | 0 - 1       | Delfín             |
| Santos             | 2 - 1       | Defensa y Justicia |

### Gruppo H

#### Classifica
| Pos. | Squadra                | P  | G | V | N | P | GF | GS | DR |
| ---- | ---------------------- | -- | - | - | - | - | -- | -- | -- |
| 1.   | Boca Juniors           | 14 | 6 | 4 | 2 | 0 | 10 | 1  | +9 |
| 2.   | Libertad               | 7  | 6 | 2 | 1 | 3 | 8  | 11 | -3 |
| 3.   | Caracas                | 7  | 6 | 2 | 1 | 3 | 8  | 12 | -4 |
| 4.   | Independiente Medellín | 6  | 6 | 2 | 0 | 4 | 9  | 11 | -2 |

#### Risultati
| Squadra 1              | Risultato   | Squadra 2              |
| 1ª giornata            | 1ª giornata | 1ª giornata            |
| ---------------------- | ----------- | ---------------------- |
| Independiente Medellín | 1 - 2       | Libertad               |
| Caracas                | 1 - 1       | Boca Juniors           |
| 2ª giornata            |             |                        |
| Libertad               | 3 - 2       | Caracas                |
| Boca Juniors           | 3 - 0       | Independiente Medellín |
| 3ª giornata            |             |                        |
| Independiente Medellín | 2 - 3       | Caracas                |
| Libertad               | 0 - 2       | Boca Juniors           |
| 4ª giornata            |             |                        |
| Caracas                | 2 - 1       | Libertad               |
| Independiente Medellín | 0 - 1       | Boca Juniors           |
| 5ª giornata            |             |                        |
| Boca Juniors           | 0 - 0       | Libertad               |
| Caracas                | 0 - 2       | Independiente Medellín |
| 6ª giornata            |             |                        |
| Boca Juniors           | 3 - 0       | Caracas                |
| Libertad               | 2 - 4       | Independiente Medellín |

## Fase a eliminazione diretta
Le fasi finali prevedono la disputa di ottavi di finale, quarti di finale e semifinali, con partite di andata e ritorno. Gli accoppiamenti degli ottavi di finale, sul modello del tabellone tennistico, sono stabiliti tramite sorteggio, svoltosi il 23 ottobre 2020. In caso di parità di reti segnate dopo le due partite vale la regola del maggior numero di reti segnate in trasferta. In caso di ulteriore parità si tirano direttamente i calci di rigore, senza disputare i tempi supplementari. La finale viene disputata in gara unica, in caso di parità dopo i tempi regolamentari sono previsti tempi supplementari ed eventualmente calci di rigore.

### Tabellone
|  | Ottavi di finale        | Ottavi di finale | Ottavi di finale | Ottavi di finale |   |             | Quarti di finale | Quarti di finale | Quarti di finale | Quarti di finale |  |             | Semifinali | Semifinali | Semifinali | Semifinali |        |   | Finale | Finale |
|  |                         |                  |                  |                  |   |             |                  |                  |                  |                  |  |             |            |            |            |            |        |   |        |        |
|  | Guaraní                 | 0                | 0                | 0                |   |             |                  |                  |                  |                  |  |             |            |            |            |            |        |   |        |        |
|  | Grêmio                  | 2                | 2                | 4                |   |             |                  |                  |                  |                  |  |             |            |            |            |            |        |   |        |        |
|  | Grêmio                  | 2                | 2                | 4                |   | Grêmio      | 1                | 1                | 2                |                  |  |             |            |            |            |            |        |   |        |        |
|  |                         |                  |                  |                  |   | Grêmio      | 1                | 1                | 2                |                  |  |             |            |            |            |            |        |   |        |        |
|  |                         | Santos           | 1                | 4                | 5 |             |                  |                  |                  |                  |  |             |            |            |            |            |        |   |        |        |
|  | LDU Quito               | Santos           | 1                | 4                | 5 | 1           | 1                | 2                |                  |                  |  |             |            |            |            |            |        |   |        |        |
|  | LDU Quito               |                  |                  |                  |   | 1           | 1                | 2                |                  |                  |  |             |            |            |            |            |        |   |        |        |
|  | Santos (gfc)            | 2                | 0                | 2                |   |             |                  |                  |                  |                  |  |             |            |            |            |            |        |   |        |        |
|  | Santos (gfc)            | 2                | 0                | 2                |   |             |                  |                  |                  |                  |  | Santos      | 0          | 3          | 3          |            |        |   |        |        |
|  |                         |                  |                  |                  |   |             |                  |                  |                  |                  |  | Santos      | 0          | 3          | 3          |            |        |   |        |        |
|  |                         | Boca Juniors     | 0                | 0                | 0 |             |                  |                  |                  |                  |  |             |            |            |            |            |        |   |        |        |
|  | Racing Club (dtr)       | Boca Juniors     | 0                | 0                | 0 | 1           | 1                | 2 (5)            |                  |                  |  |             |            |            |            |            |        |   |        |        |
|  | Racing Club (dtr)       |                  |                  |                  |   | 1           | 1                | 2 (5)            |                  |                  |  |             |            |            |            |            |        |   |        |        |
|  | Flamengo                | 1                | 1                | 2 (3)            |   |             |                  |                  |                  |                  |  |             |            |            |            |            |        |   |        |        |
|  | Flamengo                | 1                | 1                | 2 (3)            |   | Racing Club | 1                | 0                | 1                |                  |  |             |            |            |            |            |        |   |        |        |
|  |                         |                  |                  |                  |   | Racing Club | 1                | 0                | 1                |                  |  |             |            |            |            |            |        |   |        |        |
|  |                         | Boca Juniors     | 0                | 2                | 2 |             |                  |                  |                  |                  |  |             |            |            |            |            |        |   |        |        |
|  | Internacional           | Boca Juniors     | 0                | 2                | 2 | 0           | 1                | 1 (4)            |                  |                  |  |             |            |            |            |            |        |   |        |        |
|  | Internacional           |                  |                  |                  |   | 0           | 1                | 1 (4)            |                  |                  |  |             |            |            |            |            |        |   |        |        |
|  | Boca Juniors (dtr)      | 1                | 0                | 1 (5)            |   |             |                  |                  |                  |                  |  |             |            |            |            |            |        |   |        |        |
|  | Boca Juniors (dtr)      | 1                | 0                | 1 (5)            |   |             |                  |                  |                  |                  |  |             |            |            |            |            | Santos | 0 |        |        |
|  |                         |                  |                  |                  |   |             |                  |                  |                  |                  |  |             |            |            |            |            |        | 0 |        |        |
|  |                         | Palmeiras        | 1                |                  |   |             |                  |                  |                  |                  |  |             |            |            |            |            |        |   |        |        |
|  | Athl. Paranaense        | Palmeiras        | 1                | 1                | 0 | 1           |                  |                  |                  |                  |  |             |            |            |            |            |        |   |        |        |
|  | Athl. Paranaense        |                  |                  | 1                | 0 | 1           |                  |                  |                  |                  |  |             |            |            |            |            |        |   |        |        |
|  | River Plate             | 1                | 1                | 2                |   |             |                  |                  |                  |                  |  |             |            |            |            |            |        |   |        |        |
|  | River Plate             | 1                | 1                | 2                |   | River Plate | 2                | 6                | 8                |                  |  |             |            |            |            |            |        |   |        |        |
|  |                         |                  |                  |                  |   | River Plate | 2                | 6                | 8                |                  |  |             |            |            |            |            |        |   |        |        |
|  |                         | Nacional         | 0                | 2                | 2 |             |                  |                  |                  |                  |  |             |            |            |            |            |        |   |        |        |
|  | Independiente del Valle | Nacional         | 0                | 2                | 2 | 0           | 0                | 0 (2)            |                  |                  |  |             |            |            |            |            |        |   |        |        |
|  | Independiente del Valle |                  |                  |                  |   | 0           | 0                | 0 (2)            |                  |                  |  |             |            |            |            |            |        |   |        |        |
|  | Nacional (dtr)          | 0                | 0                | 0 (4)            |   |             |                  |                  |                  |                  |  |             |            |            |            |            |        |   |        |        |
|  | Nacional (dtr)          | 0                | 0                | 0 (4)            |   |             |                  |                  |                  |                  |  | River Plate | 0          | 2          | 2          |            |        |   |        |        |
|  |                         |                  |                  |                  |   |             |                  |                  |                  |                  |  | River Plate | 0          | 2          | 2          |            |        |   |        |        |
|  |                         | Palmeiras        | 3                | 0                | 3 |             |                  |                  |                  |                  |  |             |            |            |            |            |        |   |        |        |
|  | Libertad                | Palmeiras        | 3                | 0                | 3 | 3           | 2                | 5                |                  |                  |  |             |            |            |            |            |        |   |        |        |
|  | Libertad                |                  |                  |                  |   | 3           | 2                | 5                |                  |                  |  |             |            |            |            |            |        |   |        |        |
|  | Wilstermann             | 1                | 0                | 1                |   |             |                  |                  |                  |                  |  |             |            |            |            |            |        |   |        |        |
|  | Wilstermann             | 1                | 0                | 1                |   | Libertad    | 1                | 0                | 1                |                  |  |             |            |            |            |            |        |   |        |        |
|  |                         |                  |                  |                  |   | Libertad    | 1                | 0                | 1                |                  |  |             |            |            |            |            |        |   |        |        |
|  |                         | Palmeiras        | 1                | 3                | 4 |             |                  |                  |                  |                  |  |             |            |            |            |            |        |   |        |        |
|  | Delfín                  | Palmeiras        | 1                | 3                | 4 | 1           | 0                | 1                |                  |                  |  |             |            |            |            |            |        |   |        |        |
|  | Delfín                  |                  |                  |                  |   | 1           | 0                | 1                |                  |                  |  |             |            |            |            |            |        |   |        |        |
|  | Palmeiras               | 3                | 5                | 8                |   |             |                  |                  |                  |                  |  |             |            |            |            |            |        |   |        |        |

### Ottavi di finale
| Squadra 1               | Totale          | Squadra 2    | Andata | Ritorno |
| ----------------------- | --------------- | ------------ | ------ | ------- |
| Guaraní                 | 0 - 4           | Grêmio       | 0 - 2  | 0 - 2   |
| LDU Quito               | 2 - 2 (gfc)     | Santos       | 1 - 2  | 1 - 0   |
| Racing Club             | 2 - 2 (5-3 dtr) | Flamengo     | 1 - 1  | 1 - 1   |
| Internacional           | 1 - 1 (4-5 dtr) | Boca Juniors | 0 - 1  | 1 - 0   |
| Independiente del Valle | 0 - 0 (2-4 dtr) | Nacional     | 0 - 0  | 0 - 0   |
| Athl. Paranaense        | 1 - 2           | River Plate  | 1 - 1  | 0 - 1   |
| Libertad                | 5 - 1           | Wilstermann  | 3 - 1  | 2 - 0   |
| Delfín                  | 1 - 8           | Palmeiras    | 1 - 3  | 0 - 5   |

### Quarti di finale
| Squadra 1   | Totale | Squadra 2    | Andata | Ritorno |
| ----------- | ------ | ------------ | ------ | ------- |
| Grêmio      | 2 - 5  | Santos       | 1 - 1  | 1 - 4   |
| River Plate | 8 - 2  | Nacional     | 2 - 0  | 6 - 2   |
| Libertad    | 1 - 4  | Palmeiras    | 1 - 1  | 0 - 3   |
| Racing Club | 1 - 2  | Boca Juniors | 1 - 0  | 0 - 2   |

### Semifinali
| Squadra 1    | Totale | Squadra 2 | Andata | Ritorno |
| ------------ | ------ | --------- | ------ | ------- |
| Boca Juniors | 0 - 3  | Santos    | 0 - 0  | 0 - 3   |
| River Plate  | 2 - 3  | Palmeiras | 0 - 3  | 2 - 0   |

### Finale
| Arbitro: | Patricio Loustau |

|                |           |  |
| B. Lopes 90+9’ | Marcatori |  |